# Clas Svahn
Clas Göran Lennart Svahn, född 12 april 1958 i Mariestad, är en svensk journalist, internationell medieprofil och författare.
Svahn är utbildad vid Journalisthögskolan i Göteborg och var fram till pensionen anställd vid Dagens Nyheter. Svahn är sedan 2023 ordförande i Riksorganisationen UFO-Sverige och är sedan 2017 ordförande i Arkivet för UFO-forskning, AFU, i Norrköping. Svahn är även redaktör för UFO-Sveriges tidskrift UFO-Aktuellt.
År 2024 medverkade han i Felix Herngrens tv-serie Ufo-mysteriet med Felix Herngren.

## Priser, utmärkelser och stipendier
- 2000: Journalistfondens stipendium[6]
- 2024: Årets folkbildare "för att han med sitt mångåriga arbete inom UFO-Sverige och AFU (Archives for the Unexplained) visat hur man samtidigt kan ha både ett öppet sinne och ett vetenskapligt förhållningssätt till ovanliga eller oförklarliga fenomen."[7]